# 台北希望廣場

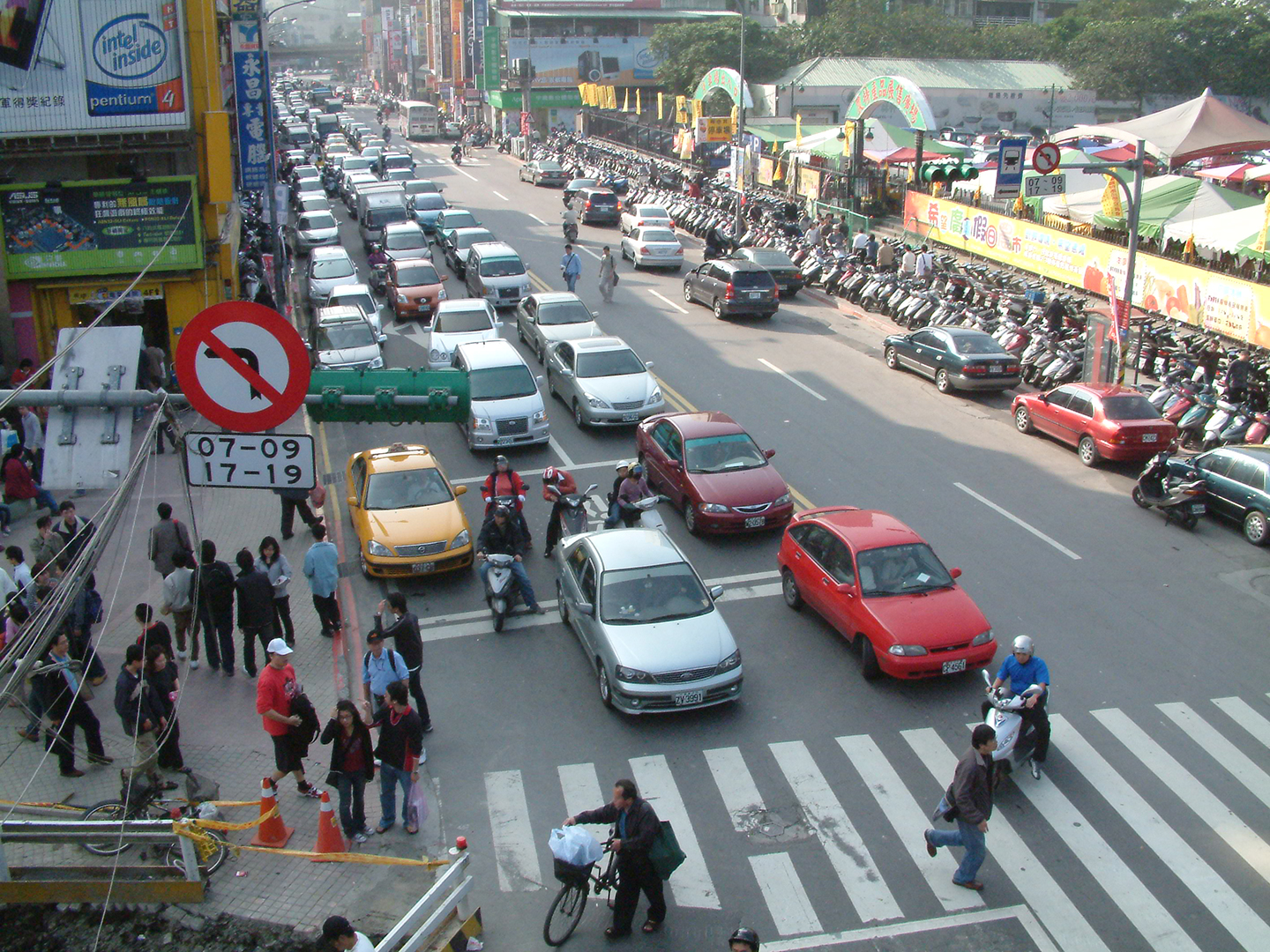
八德路一段與台北希望廣場

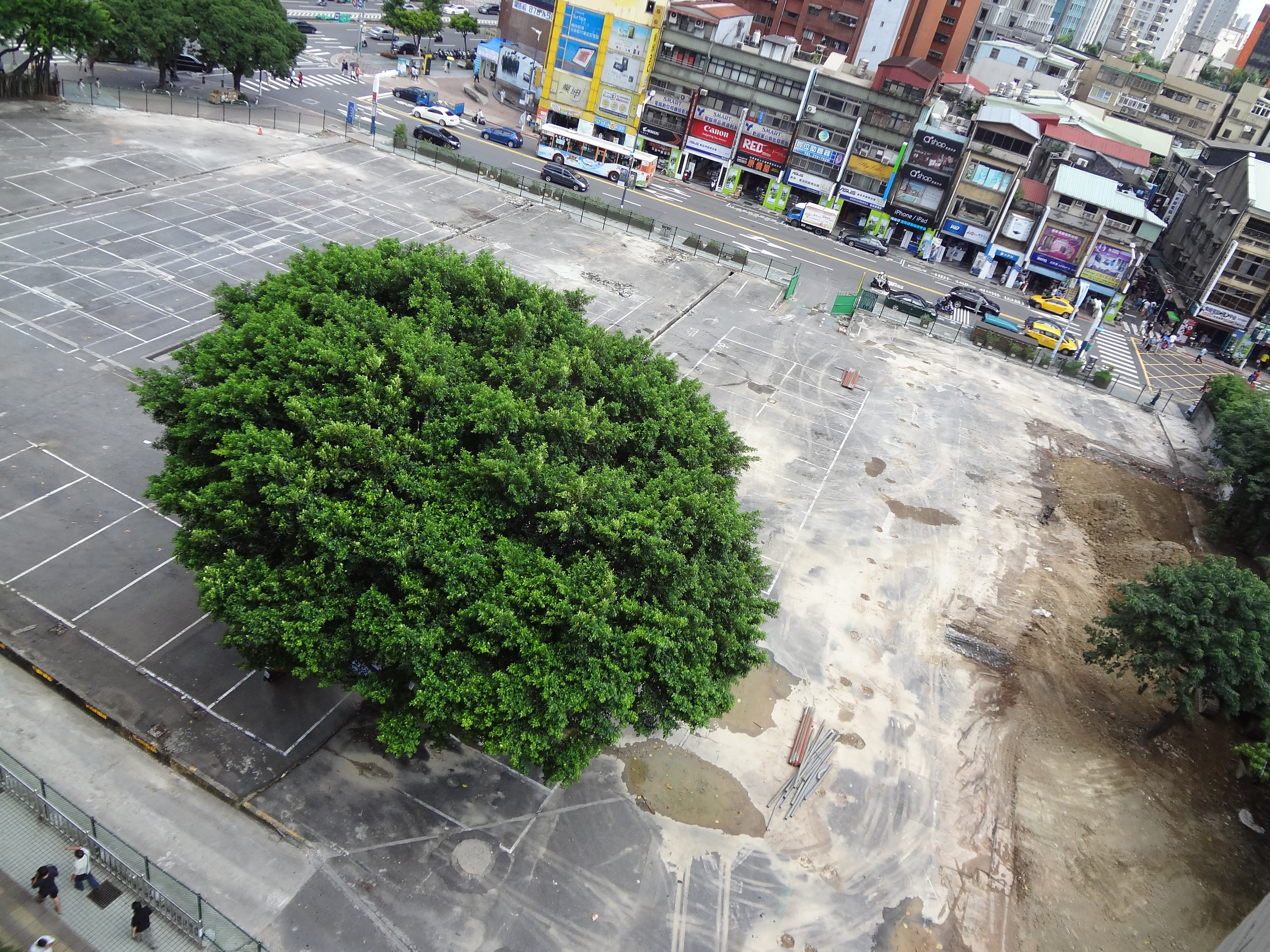
已拆除的台北希望廣場

台北希望廣場（英語：Taipei Hope Plaza Farmer Market），又名希望廣場農民市集，是行政院農業委員會在2001年專門為九二一大地震重建區的相關縣市成立的農產品展售會場，歷經三次搬遷。

### 希望廣場1.0
台北希望廣場最初位於台北市中正區八德路一段49號，位居新生南路與八德路交界，緊鄰光華商場，由新北市農會管理營運。本意是希望藉由此展售地的成立，帶給九二一災區的農業一股希望；其後，此地固定成為各縣市農會在台北市展售各地農特產的會場，並且會在每週六、日進行展售。
2015年5月24日，為配合財政部國有財產署辦理勞工保險基金持有的台北希望廣場舊址地上權招標案，其產銷地位暫時由台北市花博公園「花博農民市集」與新北市市民廣場取代。
2021年，台北希望廣場原址改建為全球人壽希望園區。

### 希望廣場2.0
2015年8月13日，台北希望廣場於臺北市中正區成功段一小段120之3地號及120地號等「行政專區（六）」土地（林森北路與北平東路交界）開始興建，由新北市農會負責籌建及營運，並以「台北新希望廣場」名義營運。

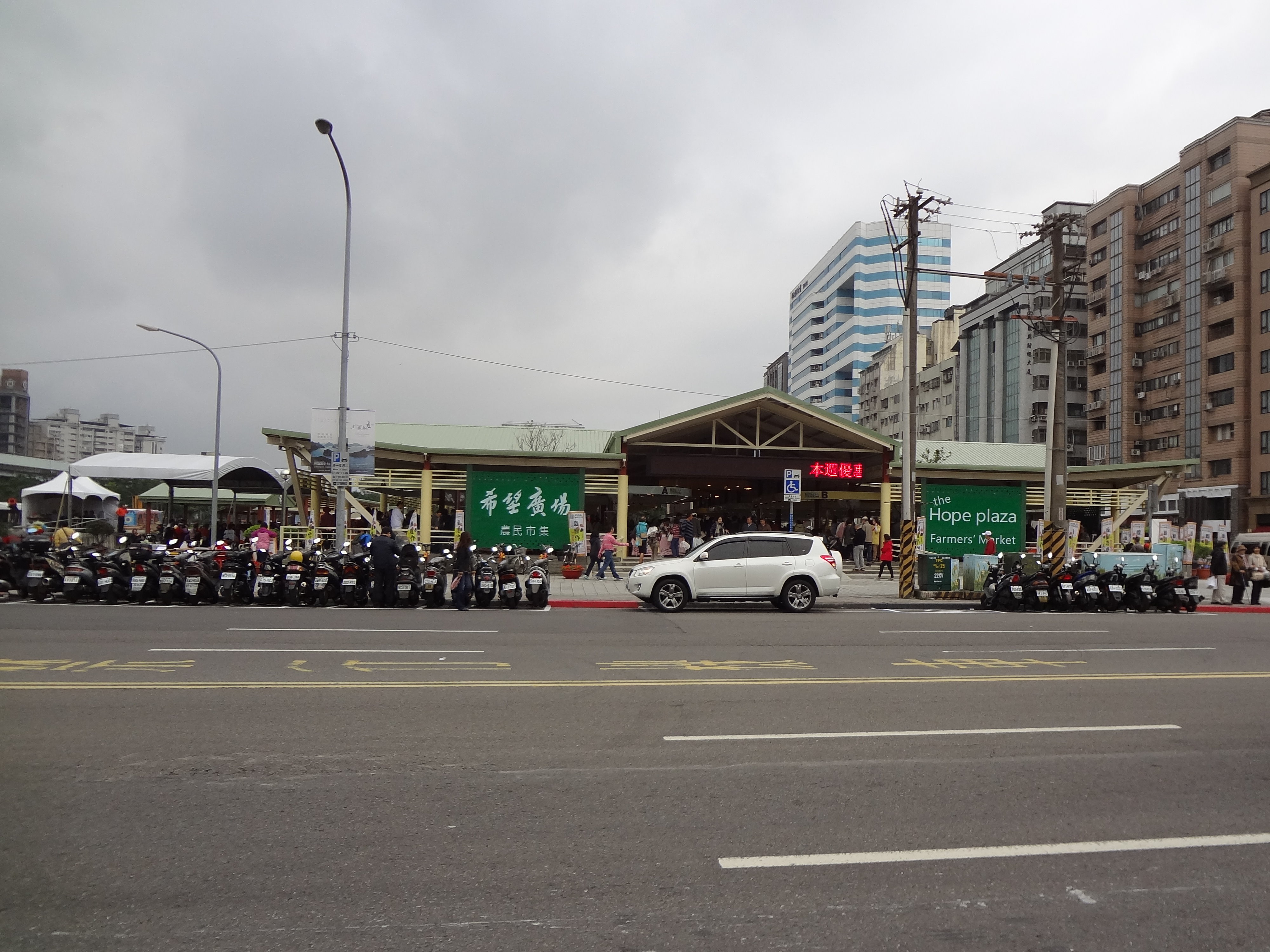
希望廣場農民市集

台北希望廣場歷經搬遷與長時間的重新整建之後，2015年12月6日於臺北市中正區華山大草原以新名稱「希望廣場農民市集」（英語：The Hope Plaza Farmers' Market）開幕，位於林森北路與北平東路交界，建築由李灼明聯合建築師事務所設計，仍由新北市農會管理營運。2022年10月9日，因土地被財政部國有財產署移撥司法院做為司法大樓用地，結束營業。

### 希望廣場3.0

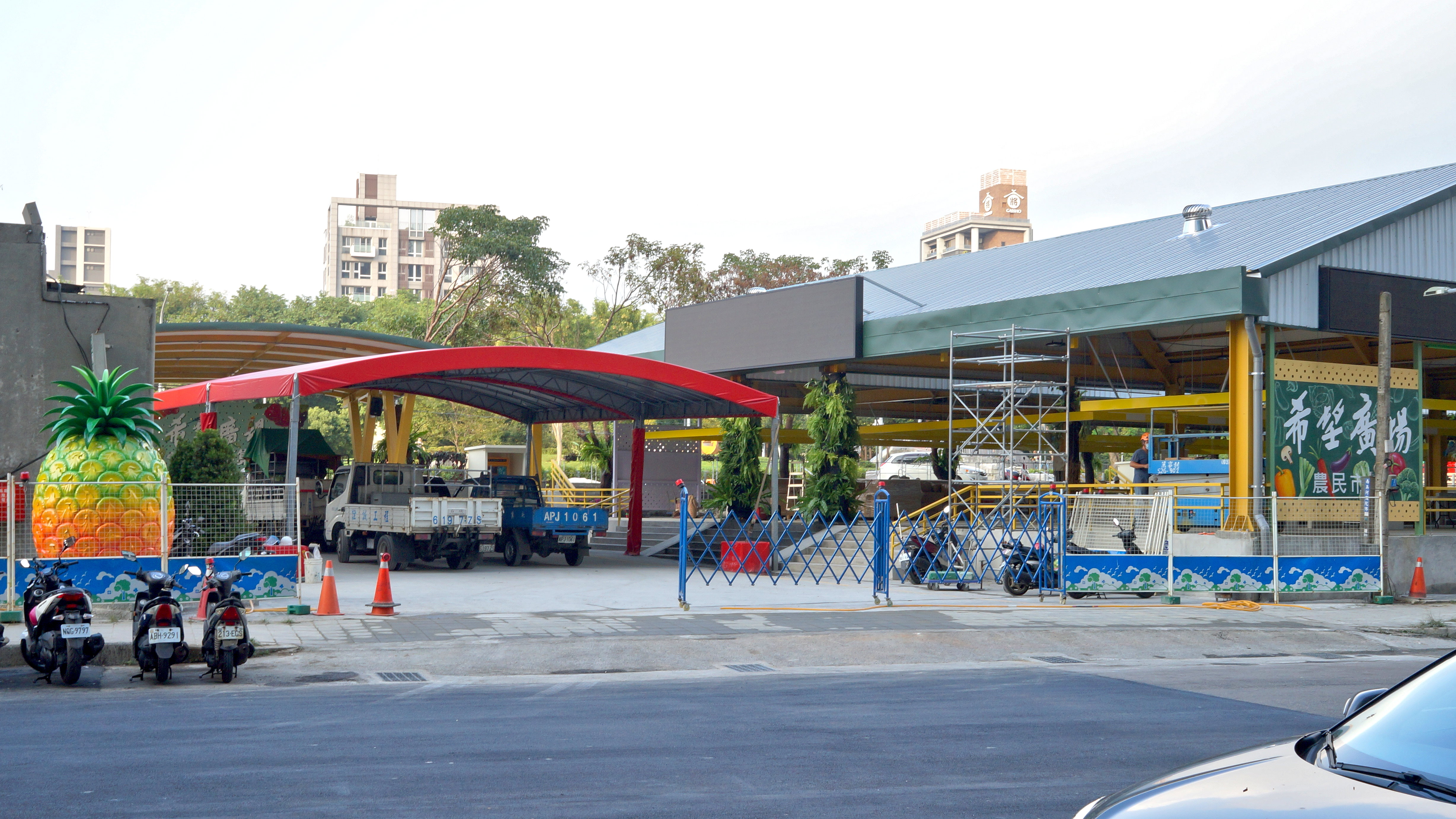
希望廣場農民市集

位於臺北市中正區北平東路31號，由新北市農會負責籌建及營運，2022年12月24日以「希望廣場農民市集」名稱開幕。

## 外部連結
- 台北希望廣場 （页面存档备份，存于）（繁體中文）
- 新北市農會 （页面存档备份，存于）（繁體中文）
- 台北希望廣場的Facebook專頁